# Katsuhiro Ōtomo
Katsuhiro Ōtomo (大友克洋 Ōtomo Katsuhiro?), nacido el 14 de abril de 1954 en Hasama en la prefectura de Miyagi, Japón. Es un dibujante de manga, director de anime, y guionista tanto de manga como anime. Se le conoce principalmente por ser el director de Akira (1988), una de las películas más influyentes del anime, así como por ser el artista/guionista del manga homónimo (1982-1990). Más allá de Akira, Otomo dirigió, codirigió, produjo, escribió y guionizó películas reconocidas como Roujin Z (1991), Memories (1995), Metrópolis (2001) y Steamboy (2004).
En España se han publicado varios de sus mangas.

## Biografía
Como adolescente que creció en los turbulentos años 1960, Otomo veía por todos lados las manifestaciones de tanto estudiantes como trabajadores contra el gobierno japonés. Este periodo de cambio, propició el Japón que hoy en día conocemos, un Japón con un fuerte contraste con el Japón ocupado tras la Segunda Guerra Mundial. Las revueltas, manifestaciones y en general la situación caótica de esa época, le sirvieron como inspiración para su trabajo más conocido, Akira.
La animación de este periodo (especialmente los trabajos que salían de los estudios de animación de Tokio, Mushi Production y Toei Doga) influenciaron al joven Otomo. Trabajos como Gigantor, Astro Boy y Hols, príncipe del sol incitarían a Otomo a desarrollar su carrera dentro del mundo de la animación. Sin embargo, fueron los filmes provenientes de Estados Unidos los que encauzaron su naturaleza rebelde. Mi vida es mi vida e Easy Rider le servirían de inspiración para el personaje de Shotaro Kaneda y su banda de motoristas en Akira: jóvenes rebeldes problemáticos y que no se preocupaban de la autoridad o de la presión puesta sobre ellos por la generación de sus padres.

## Obras

### Manga
- A Gun Report (1973).
- Highway Star (ハイウェイ・スター, 1975–1978)
- Short Piece (ショート・ピース, 1979)
- Fireball (1979)
- Pesadillas (童夢 Domu, 1980)
- Good Weather (グッド・ウエザー, 1981)
- Sayonara Nippon (さよならにっぽん, 1981)
- Kibun wa mou sensou (気分はもう戦争, 1982)
- Jiyu o warera ni (自由を我等に, 1982)
- Akira (アキラ, 1982-1990)
- Memorias (メモリーズ, 1990)
- La leyenda de madre Sarah (1990-1996)
- SOS Dai Tokyo Tankentai (ＳＯＳ大東京探検隊, 1996)
- The Memory of Memories (Artbook) (1996)
- Batman: Black and White (1996) (Colaboración en micro historia "The Third Mask") (DC Comics)
- Hipira (2002)

### Filmografía
- Jiyu wo warerani (自由を我等に, 1982)
- Genma Daisen
- Labyrinth tales (Manie-Manie 迷宮物語, 1987) conocido también como Neo-Tokio
- Lab (ラブ, 1987)
- Robot Carnival (ロボット・カーニバル), 1987)
- Akira (アキラ, 1988)
- World Apartment Horror (ワールド・アパートメント・ホラー 1991)
- Roujin Z (老人Z, 1991)
- Memories (メモリーズ, 1995)
- Spriggan (スプリッガン, 1998)
- Metrópolis (メトロポリス, 2001)
- Steamboy (スチームボーイ, 2004)
- Mushishi (蟲師, 2006)
- Freedom Project (7 ovas) (2007)
- Short Peace (2013)